# Hradiště (district de Benešov)
Pour les articles homonymes, voir Hradiště.
Hradiště (en allemand : Hradisch) est une commune du district de Benešov, dans la région de Bohême-Centrale, en République tchèque. Sa population s'élevait à 23 habitants en 2020.

## Géographie
Hradiště se trouve à 5 km au sud-ouest du centre de Vlašim, à 17 km au sud-est de Benešov, à 33 km au nord-nord-est de Tábor et à 53 km au sud-est de Prague.
La commune est limitée par Vlašim au nord-ouest et au nord, par Kondrac à l'est, par Ostrov au sud, et par Veliš au sud-ouest.

## Histoire
La première mention écrite de la localité date de 1289.